# John Hayes
John A. Hayes, född 2 december 1965, är en amerikansk företagsledare som är styrelseordförande, president och vd för det multinationella tillverkningsföretaget Ball Corporation. Dessförinnan var han COO och innehade lägre chefsbefattningar inom Ball, innan han kom dit var han bland annat anställd på Lehman Brothers Chicago-kontor.
Han avlade en kandidatexamen i engelska och nationalekonomi vid Colgate University och en master of business administration vid Kellogg School of Management.
Hayes ägde ishockeylaget Denver Cutthroats som spelade i Central Hockey League (CHL) mellan 2012 och 2014.
Den 8 februari 2016 blev han utsedd till ledamot i styrelsen för den mäktiga intresseorganisationen Business Roundtable.